# نیاگارا (ویسکانسین)
نیاگارا، ویسکانسین  (به انگلیسی: Niagara) شهری در شهرستان مرینت ایالت ویسکانسین است که در سال ۱۹۹۲ بنیان‌گذاری شده‌است. این شهر طبق سرشماری سال ۲۰۱۰ میلادی ۱٬۶۲۴ نفر جمعیت داشته‌است.

## نگارخانه

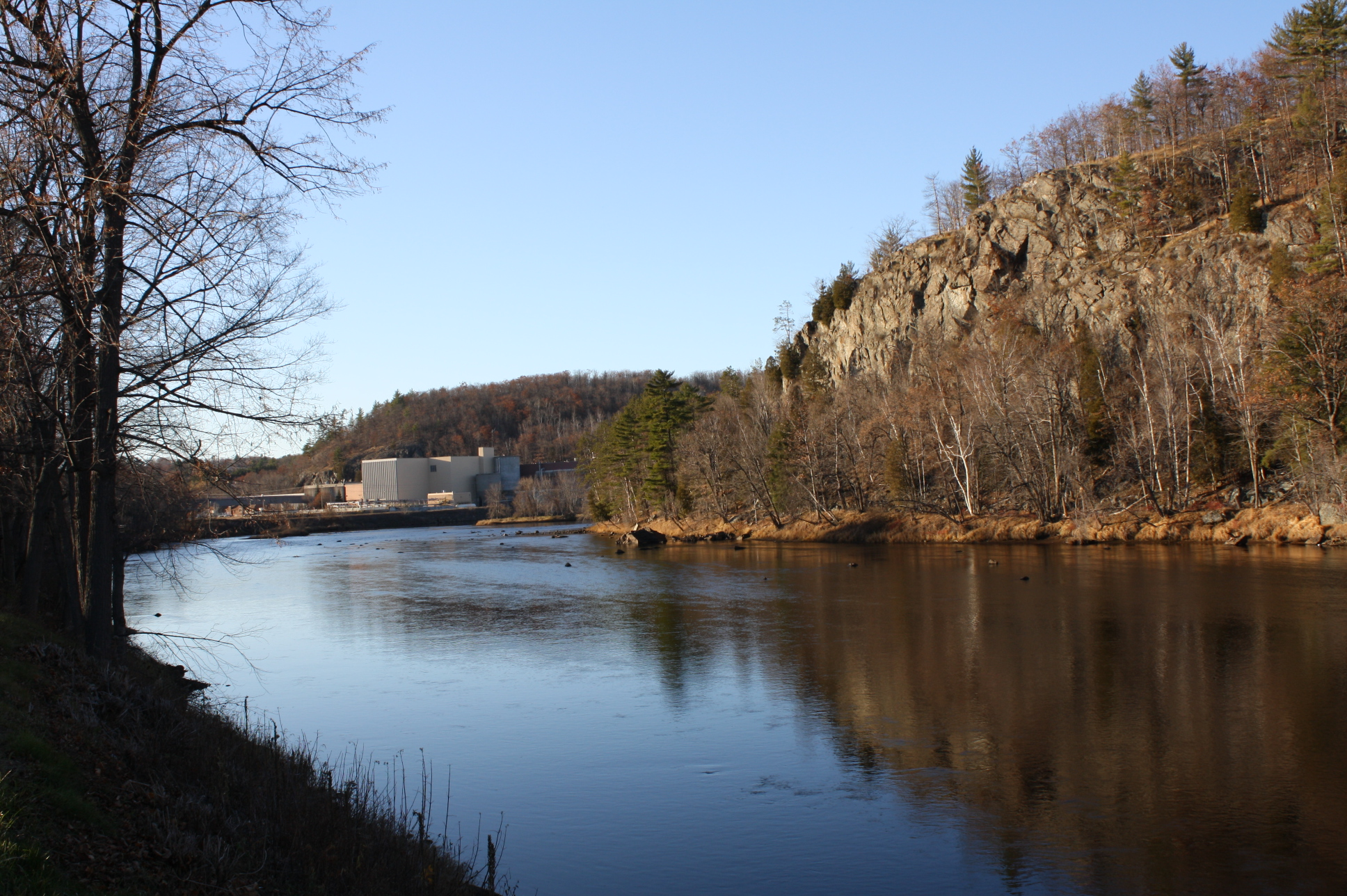
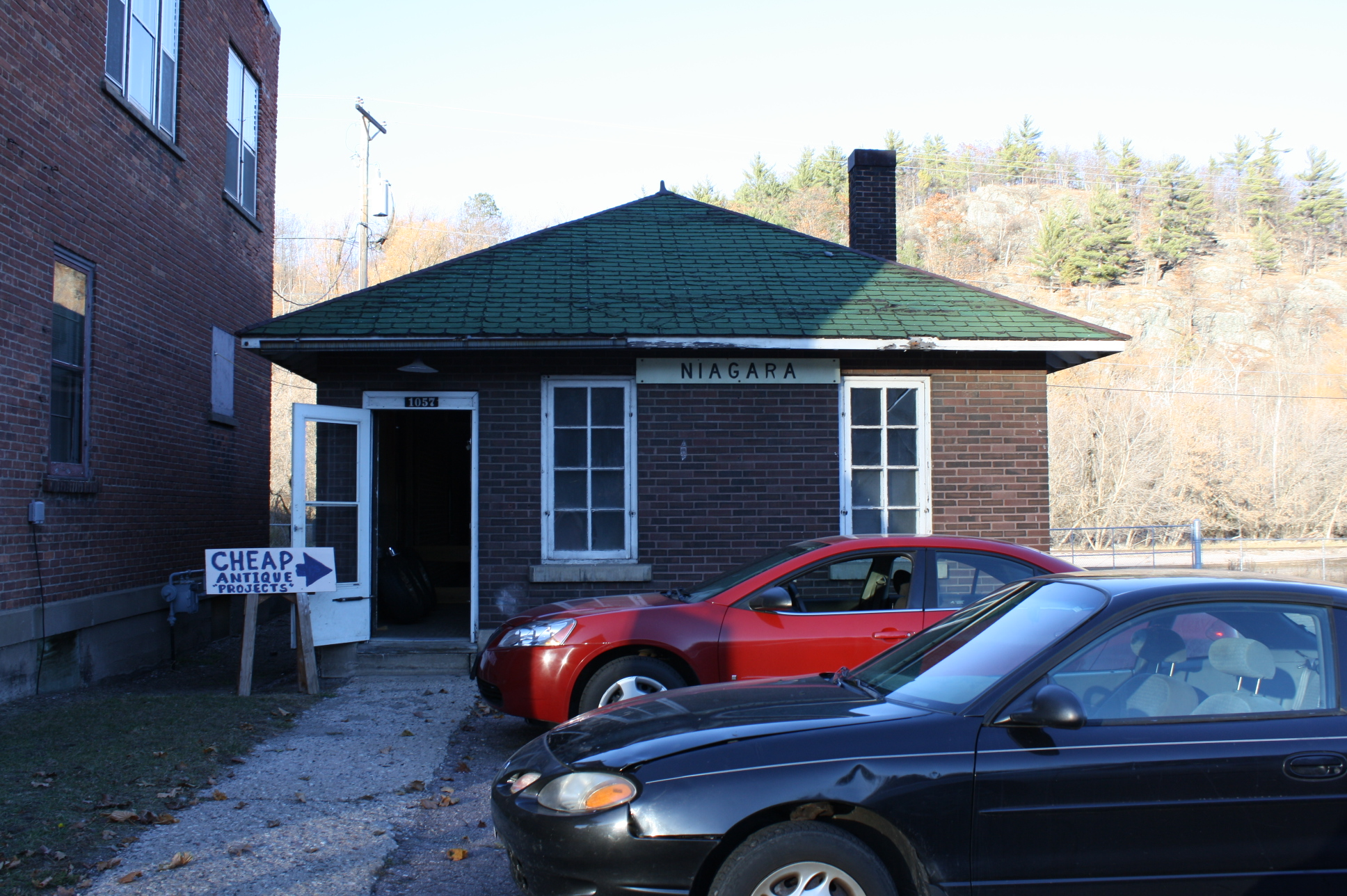
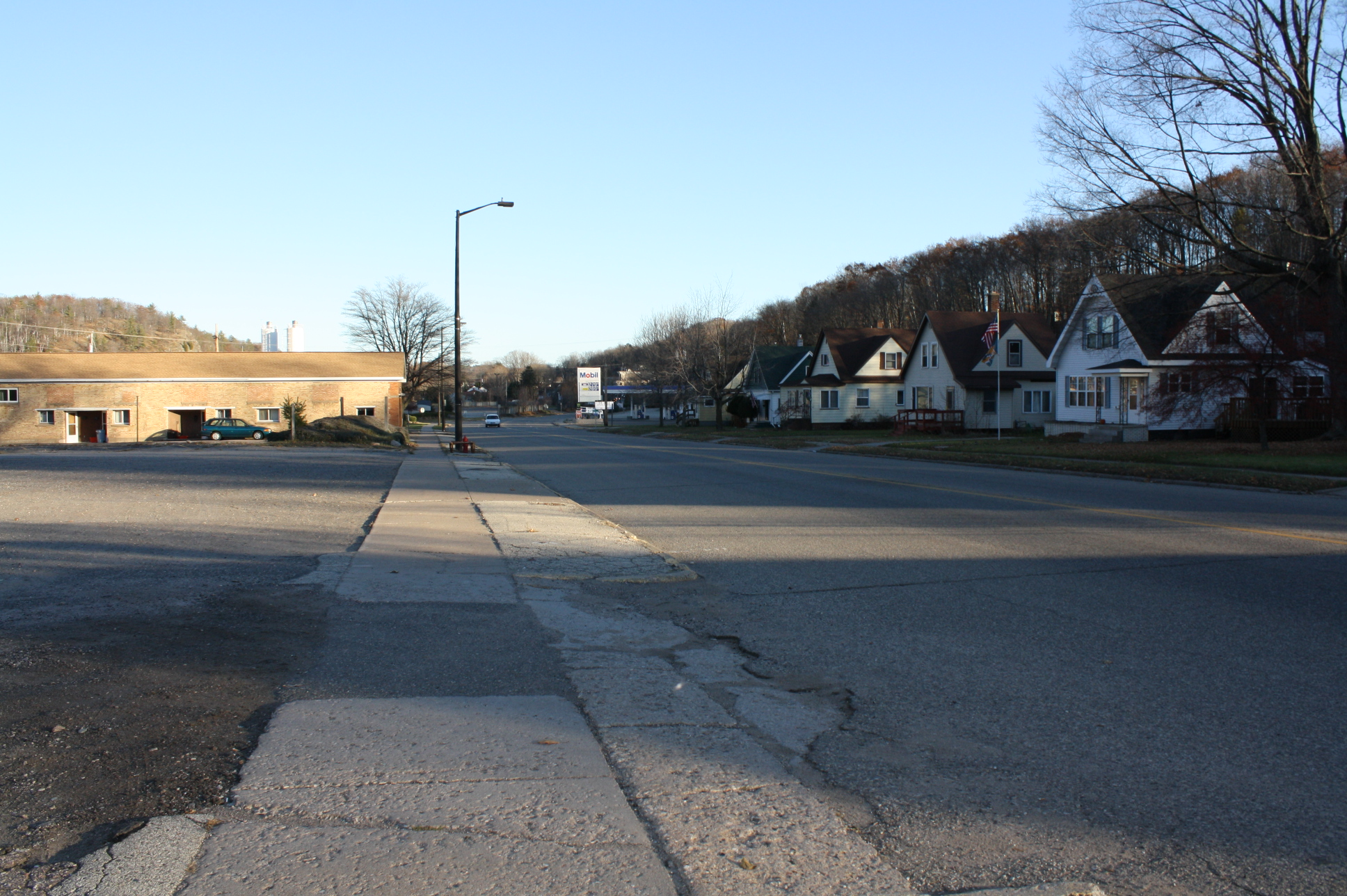
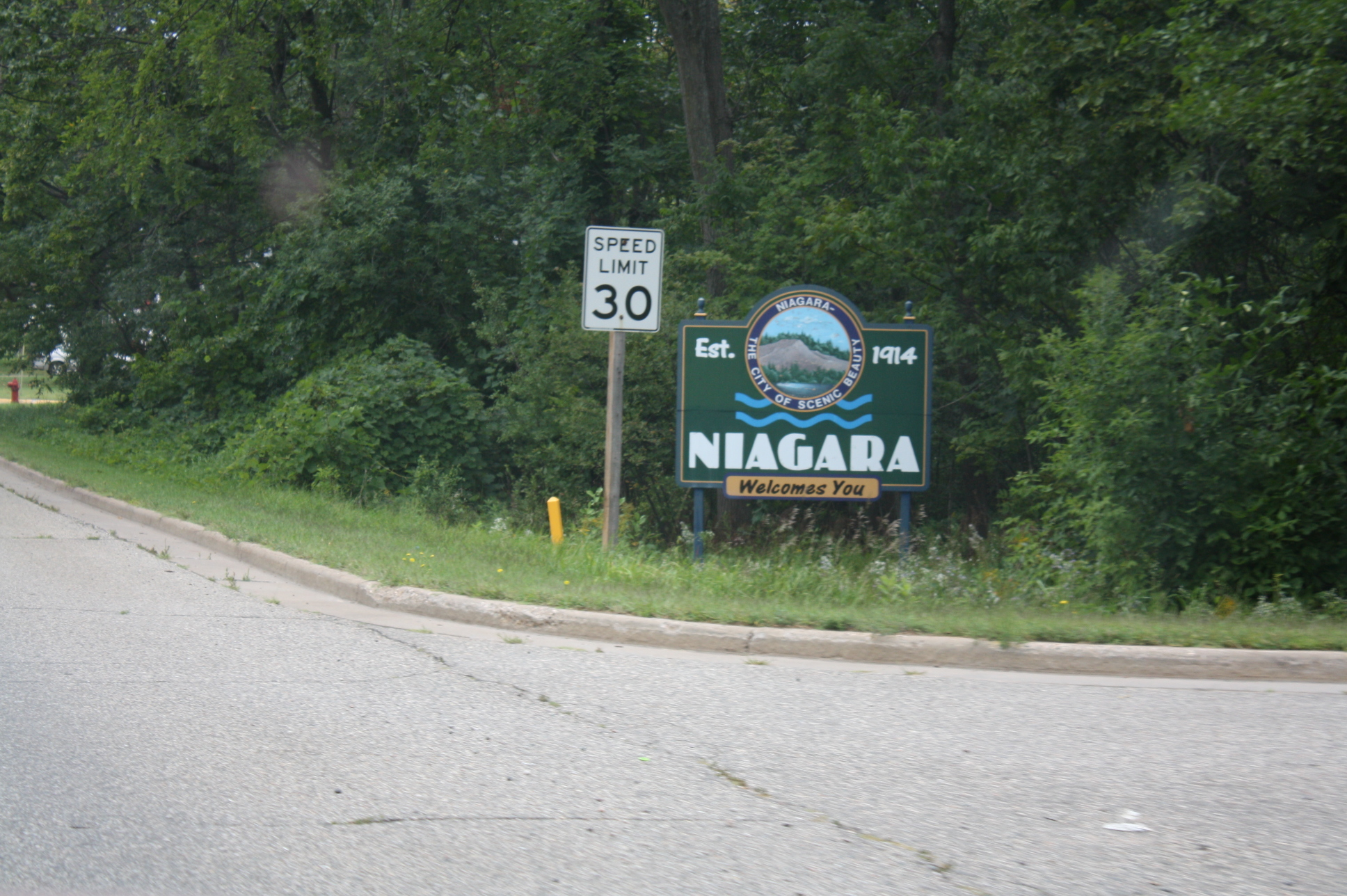
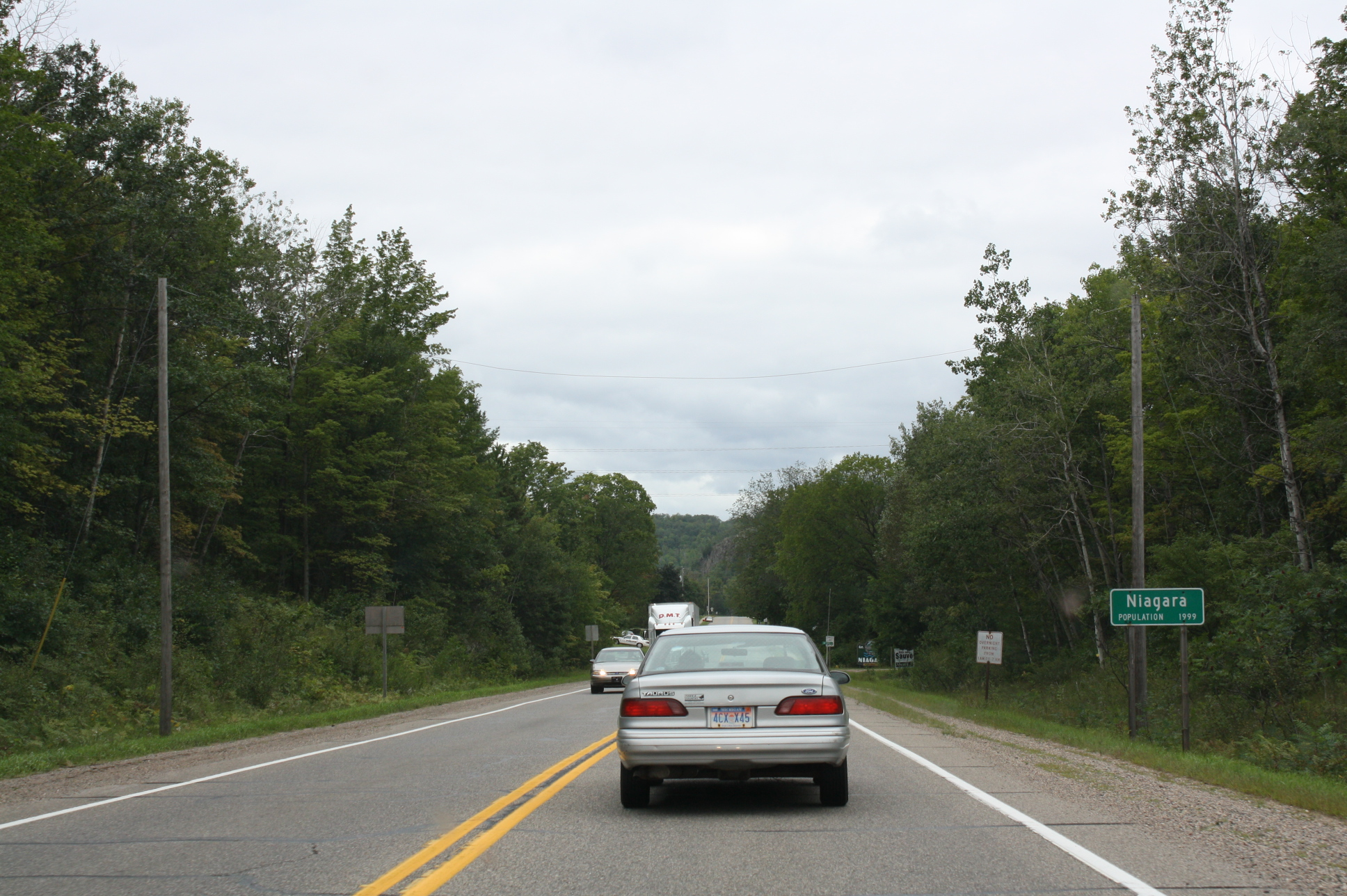